# Agusta A.101
L'Agusta A.101 est un hélicoptère lourd italien développé dans les années 1960 mais qui est resté au stade de prototype.

## Origine
C’est à la Foire de Milan, en avril 1958, que Costruzione Aeronautiche Giovanni Agusta annonça le développement à risque privé par l’ingénieur Filippo Zappata d’un ambitieux hélicoptère lourd de transport désigné AZ.101, présentant même une maquette du projet. La construction du prototype fut lancée en 1959 à Cascina Costa, progressant lentement en raison de fortes charges de travail. Cet appareil se présentait comme une grosse machine de 20 m de long, doté d’une rampe de chargement arrière et de deux portes latérales coulissantes, pouvant transporter, outre les deux pilotes, 35 hommes équipés, ou 18 civières avec cinq passagers assis, ou 5 000 kg de fret. Équipé d’une double commande, d’un pilote automatique et d’un équipement IFR, il était doté de trois turbines Bristol-Siddeley Gnome H-1200 de 1 250 ch.

## Un seul prototype, trois motorisations
- AZ.101D : après plus d’un an d’essais an sol et sous entraves, le premier vol du prototype AZ.101D [MM80358FF] eut lieu à Cascina Costa le 19 octobre 1964 avec Ottorino Lancia aux commandes. Durant la première tranche d’essais (400 heures), conduits sous la direction des ingénieurs Bellavita et Lovera, le A.101D se révéla sous-motorisé, présentant des performances inférieures à celles de son contemporain Super Frelon, mais avec un niveau de vibrations plus faible et une cabine plus spacieuse ;
- AZ.101G : après avoir subi des modifications (montage d’un diabolo à la place des deux roulettes avant, allongement des ballonnets latéraux, remplacement des turbines par des Gnome H-1400 de 1 400 ch), il fut rebaptisé A.101G avant de participer au Salon Aéronautique de Turin en juin 1966. À l’automne 1966 Agusta annonça qu’elle était prête pour la production de série, la Marina Militare Italiana comme l’Aeronautica Militare Italiana semblant s’intéresser de très près à cet appareil. Mais la marine italienne commanda finalement des Sikorsky SH-3D Sea King (construits sous licence par Agusta). C’est seulement à l’automne 1968 que le prototype A.101G fut admis au centre d’essais de Pratica di Mare, pour des essais officiels qui se prolongèrent jusqu’au milieu de 1971... l'AMI envisageant la commande de huit appareils ;
- A.101H : durant son séjour à Pratica di Mare le fuselage du A.101 fut allongé de près de 3 m et les moteurs remplacés par des turbines General Electric T58. Devenu A.101H, l’appareil arrivait enfin à maturité, mais beaucoup trop tard. Techniquement dépassé l'A.101 fut abandonné quelques mois plus tard. Quoi qu’il en soit, le développement de cet appareil s’avéra riche en enseignements pour la mise au point du EH-101.

Conservé par le constructeur, le prototype est aujourd’hui conservé au Musée Agusta, après avoir été prêté une dizaine d’années au Musée Caproni.

## Sources
- (en) Kenneth Munson, John Wood et al., Helicopters and other rotorcraft since 1907, London, Blandford Press, 1973 (1re éd. 1968), 178 p. (ISBN 978-0-713-70610-9)
- (en) Giorgio Apostolo, The illustrated encyclopedia of helicopters, New York, Bonanza Books, 1984, 140 p. (ISBN 978-0-517-43935-7)
- (en) Rod W. Simpson, Airlife's helicopters and rotorcraft, Shrewsbury, Airlife, 1998 (réimpr. 2001), 240 p. (ISBN 978-1-853-10968-3)